# Willy Friedrich Burger

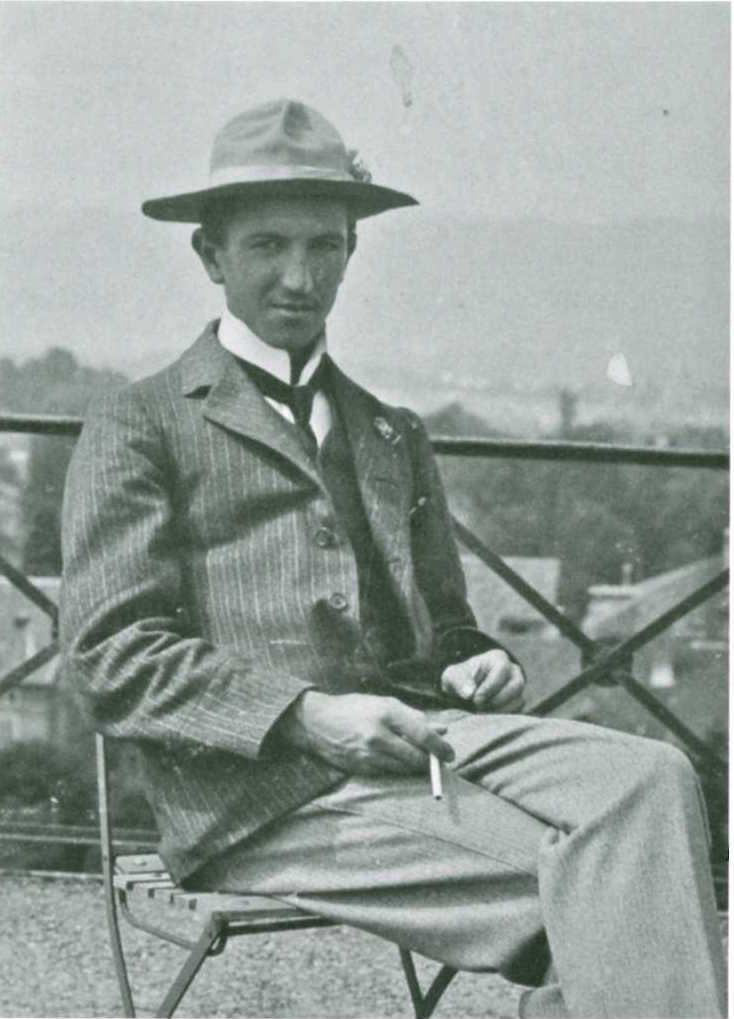
Willy Friedrich Burger, 1907

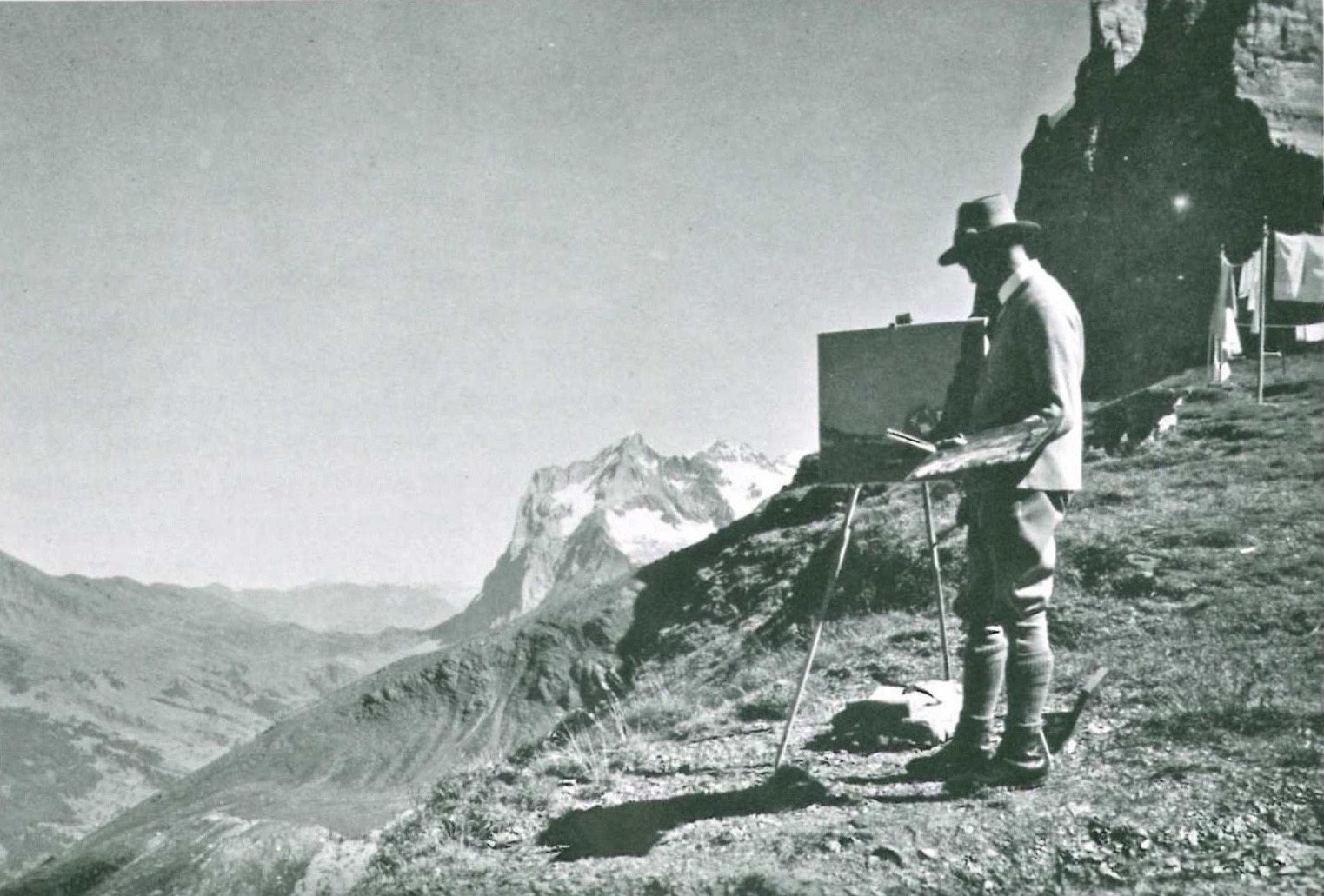
Im Berner Oberland, 1912

Willy Friedrich Burger (* 1. September 1882 in Zürich; † 26. März 1964 in Rüschlikon) war ein Schweizer Grafiker, Plakat- und Kunstmaler.

## Leben
Willy Friedrich Burger war der Sohn des Grafikers und Dozenten an der ETH Heinrich Jakob (1849–1917), seine Mutter war Maria Burger, geb. Hofe.
Nach einer Lehre als Lithograf besuchte Burger zunächst die Kunstgewerbeschule in Zürich, von 1901 bis 1902 studierte er an der Akademie in Karlsruhe. Von 1903 bis 1905 arbeitete er als Grafiker in London, später in New York, Philadelphia und Boston und 1909 in Rom. 1906 wurde er in Mailand an einer internationalen Ausstellung mit der Silbermedaille ausgezeichnet, 1910 mit einer Goldmedaille in Brüssel.
1913 kehrte er in die Schweiz zurück und liess sich in Rüschlikon nieder, wo er vorwiegend als Landschaftsmaler tätig war. Daneben illustrierte er Bücher und zeichnete.
Einen grossen Stellenwert im Schaffen Burgers nimmt seine Arbeit als Plakatmaler ein. Einer seiner ersten Arbeiten zeichnete er für die Pilatusbahn; das Plakat wurde in einer Auflage von 80'000 Exemplaren gedruckt. Danach folgten zahlreiche weitere Aufträge aus der ganzen Schweiz für Plakate, Kataloge, Postkarten und anderes. Daneben war Burger auch als Illustrator von Büchern und Zeitschriften tätig. Mehrere Reisen führten ihn nach Marokko, Algerien, Ägypten, Palästina und Südfrankreich. 
Willy Burger war verheiratet mit May Junot, die 1950 verstarb. Ihr Sohn Tim wurde 1915 geboren.